# Wronów (Lewin Brzeski)
Wronów (deutsch Frohnau) ist ein Dorf der Stadt-und-Land-Gemeinde Lewin Brzeski im Powiat Brzeski in der Woiwodschaft Oppeln.

## Geographie

### Geographische Lage
Das Angerdorf Wronów liegt im östlichen Teil Niederschlesiens im Brieger Land an der Grenze zu Oberschlesien. Das Dorf Wronów liegt rund neun Kilometer nordöstlich vom Gemeindesitz Lewin Brzeski, rund 20 Kilometer südöstlich der Kreisstadt Brzeg und etwa 25 Kilometer nordwestlich der Woiwodschaftshauptstadt Oppeln.
Wronów liegt in der Nizina Śląska (Schlesische Tiefebene) am Rande der Dolina Nysy Kłodzkiej (Glatzer Neiße-Tal) hin zur Równina Wrocławska (Breslauer Ebene). Das Dorf liegt am linken Ufer der Glatzer Neiße. Nördlich des Dorfes liegt der Mündungsbereich der Glatzer Neiße in die Oder.

### Nachbarorte
Nachbarorte von Wronów sind im Osten Mikolin (Nikoline), im Südosten Skorogoszcz (Schurgast), im Südwesten Buszyce (Buchitz) und im Westen Różyna (Rosenthal).

## Geschichte

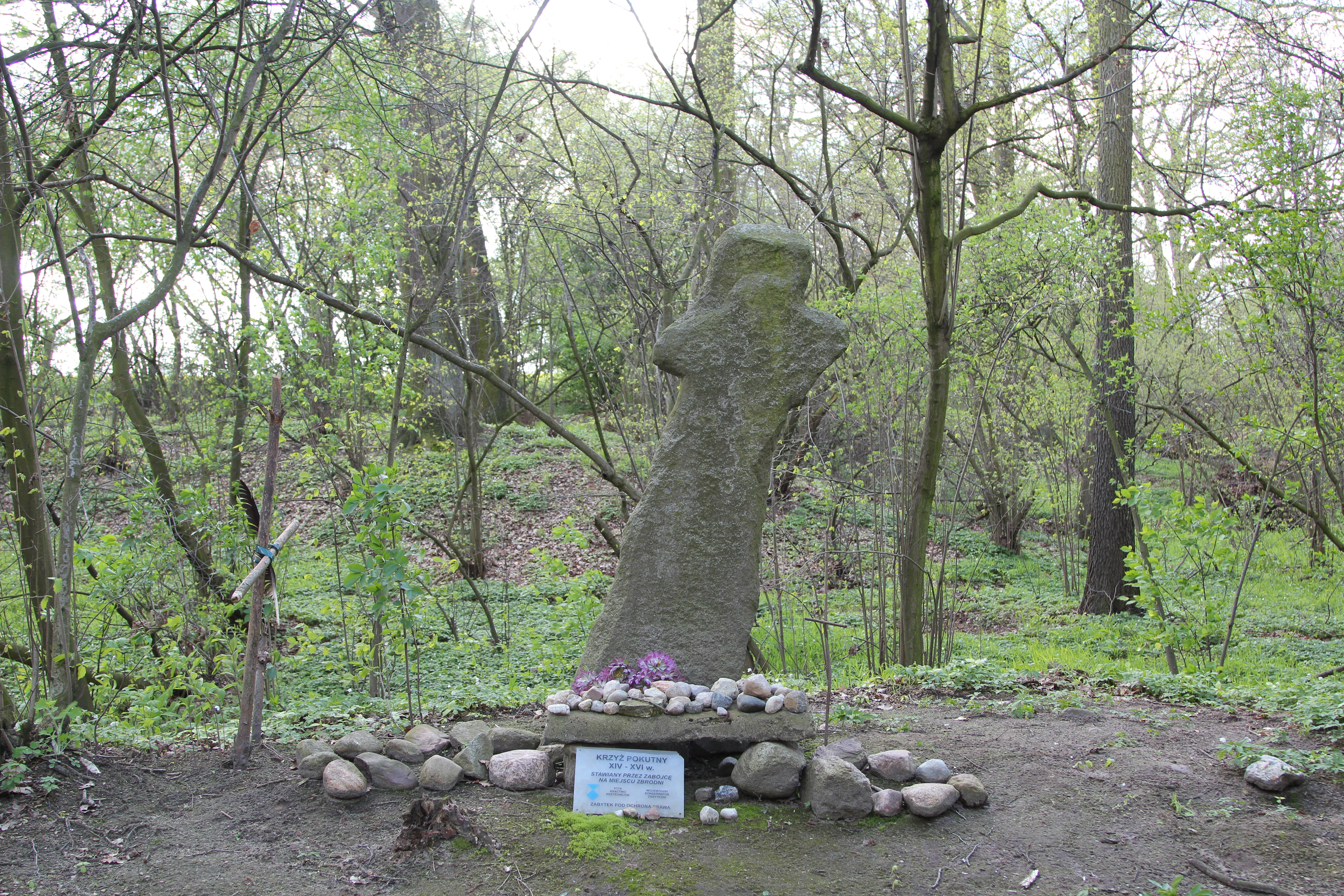
Steinkreuz aus dem 14.–16. Jahrhundert

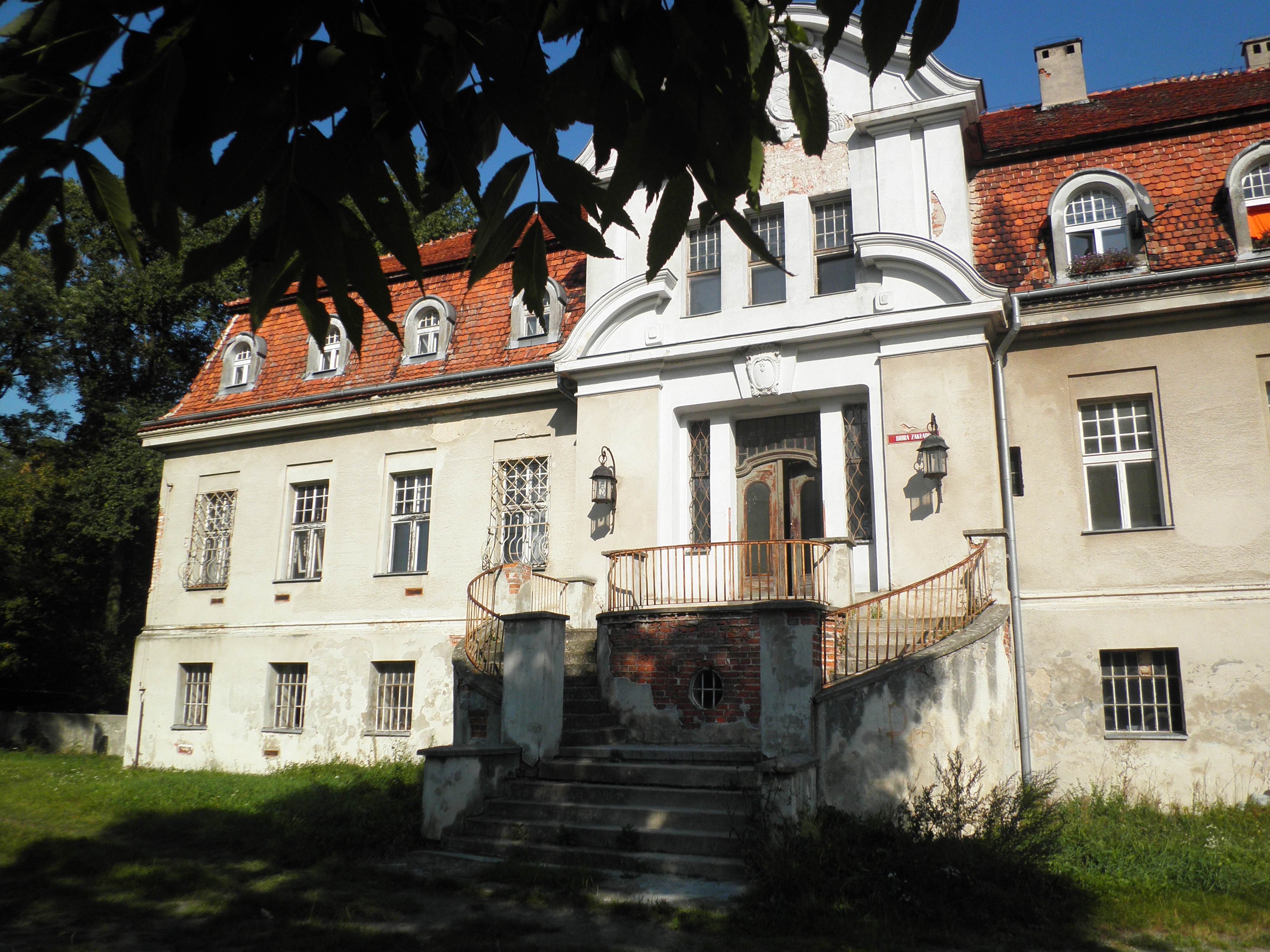
Schloss Frohnau – Hauptportal

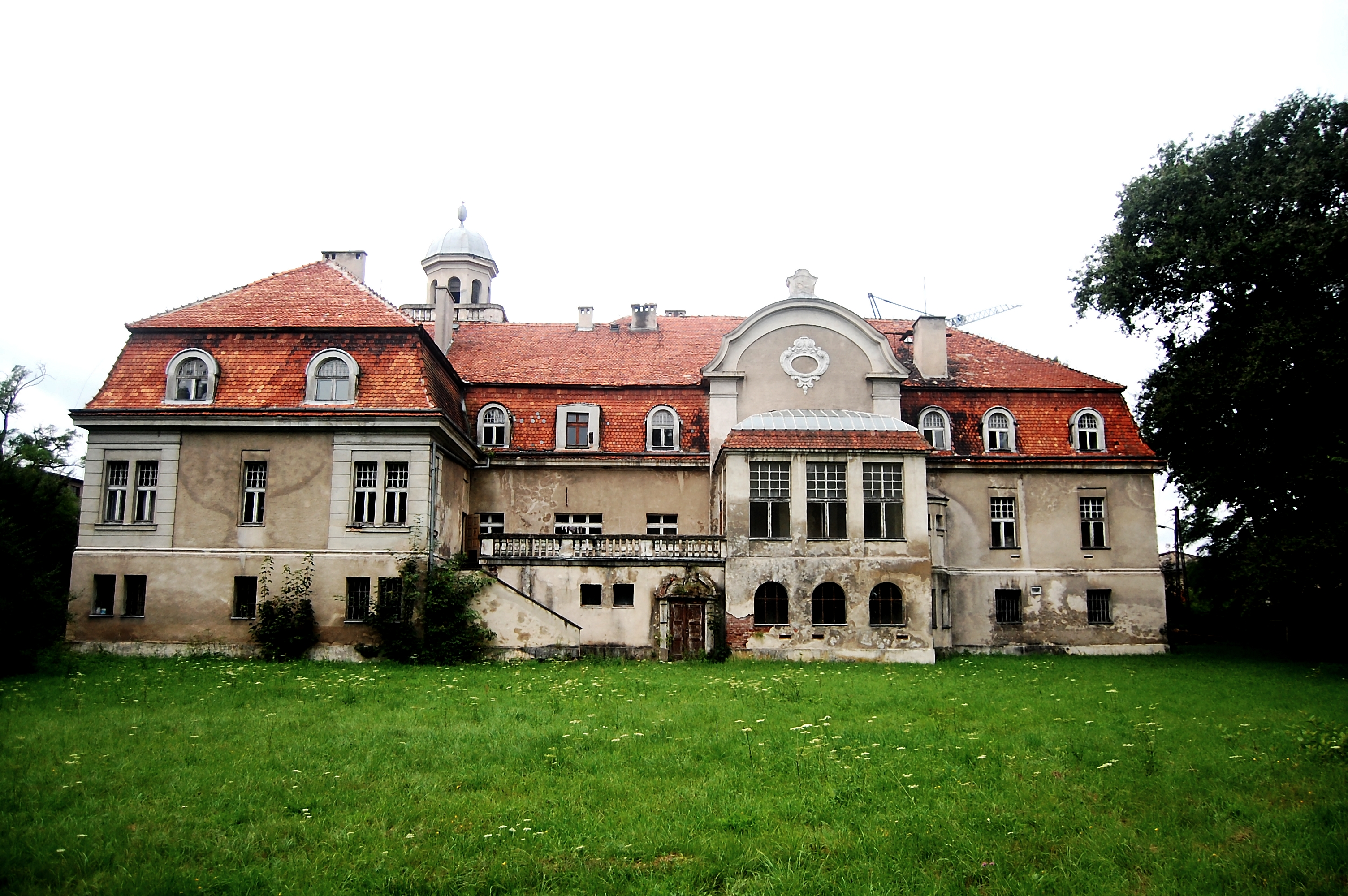
Rückansicht

Das Dorf wurde 1374 erstmals als Wrona urkundlich erwähnt.
Nach dem Ersten Schlesischen Krieg 1742 fiel Frohnau mit dem größten Teil Schlesiens an Preußen. Zwischen 1743 und 1818 gehörte Frohnau zum Landkreis Falkenberg.
Nach der Neuorganisation der Provinz Schlesien gehörte die Landgemeinde Frohnau ab 1818 zum Landkreis Brieg im Regierungsbezirk Breslau. 1845 bestanden im Dorf ein Schloss, ein Vorwerk, eine evangelische Schule, eine Brauerei, eine Brennerei sowie 49 Häuser. Im gleichen Jahr lebten in Frohnau 286 Menschen, davon 48 katholisch. 874 wurde der Amtsbezirk Fröbeln gegründet, welcher aus den Landgemeinden Buchitz, Fröbeln und Frohnau und den Gutsbezirken Fröbeln, Frohnau und Löwen, Schloß bestand. 1885 lebten 212 Menschen in Frohnau.
1933 hatte Frohnau 291 sowie 1939 273 Einwohner. Bis 1945 befand sich der Ort im Landkreis Brieg.
Als Folge des Zweiten Weltkriegs fiel der deutsche Ort Frohnau 1945 wie der größte Teil Schlesiens unter polnische Verwaltung. Nachfolgend wurde der Ort in Wronów  umbenannt und der Woiwodschaft Breslau angeschlossen. 1950 wurde es der Woiwodschaft Oppeln eingegliedert. 1999 kam der Ort zum neu gegründeten Powiat Breszki (Kreis Brieg).

## Sehenswürdigkeiten
- Das Schloss Frohnau wurde in der Wende vom 18. zum 19. Jahrhundert erbaut. 1907 wurde das Gebäude im neobarocken Stil durch den Dresdner Architekt Robert Weber umgebaut und erweitert. Das zweigeschossige Ziegelsteingebäude besitzt ein hohes Mansardendach, einen neobarocken Giebel sowie einen rechteckigen Turm.[7] Das Schloss steht seit 1981 unter Denkmalschutz.[8]
- Der angrenzende 5,5 Hektar große Schlosspark wurde im 19. Jahrhundert angelegt. Dieser besitzt zahlreiche exotische Baumsorten mit zahlreichen Naturdenkmälern.[7] Die Parkanlage steht seit 1988 unter Denkmalschutz.[8]
- Schulgebäude mit Glockenturm

## Persönlichkeiten
- Alexander von Schalscha (1836–1895), Rittergutsbesitzer und Mitglied des Deutschen Reichstags, verstarb in Frohnau